# Lex Trebonia
De lex Trebonia (55 v.Chr.), genoemd naar Gaius Trebonius, zorgde ervoor dat de consuls van dat jaar, Crassus en Pompeius, het beheer als proconsul over respectievelijk de provincies Syria en Hispania Citerior en Ulterior verkregen. Ook werd Julius Caesars termijn als gouverneur van Gallië en Illyrië verlengd. Na protesten in de Senaat werd een tweede wet, de lex Pompeia Licina aangenomen om deze besluiten te bekrachtigen.